# Koszarawa (gmina)
Pour les articles homonymes, voir Koszarawa.
La gmina de Koszarawa est une commune rurale de la voïvodie de Silésie et du powiat de Żywiec. Elle s'étend sur 31,24 km² et comptait 2 493 habitants en 2006. Son siège est le village de Koszarawa.

## Gminy voisines
La gmina de Koszarawa est voisine des gminy de Jeleśnia, Stryszawa et Zawoja. Elle est aussi voisine de la Slovaquie.